# Jules Reiset

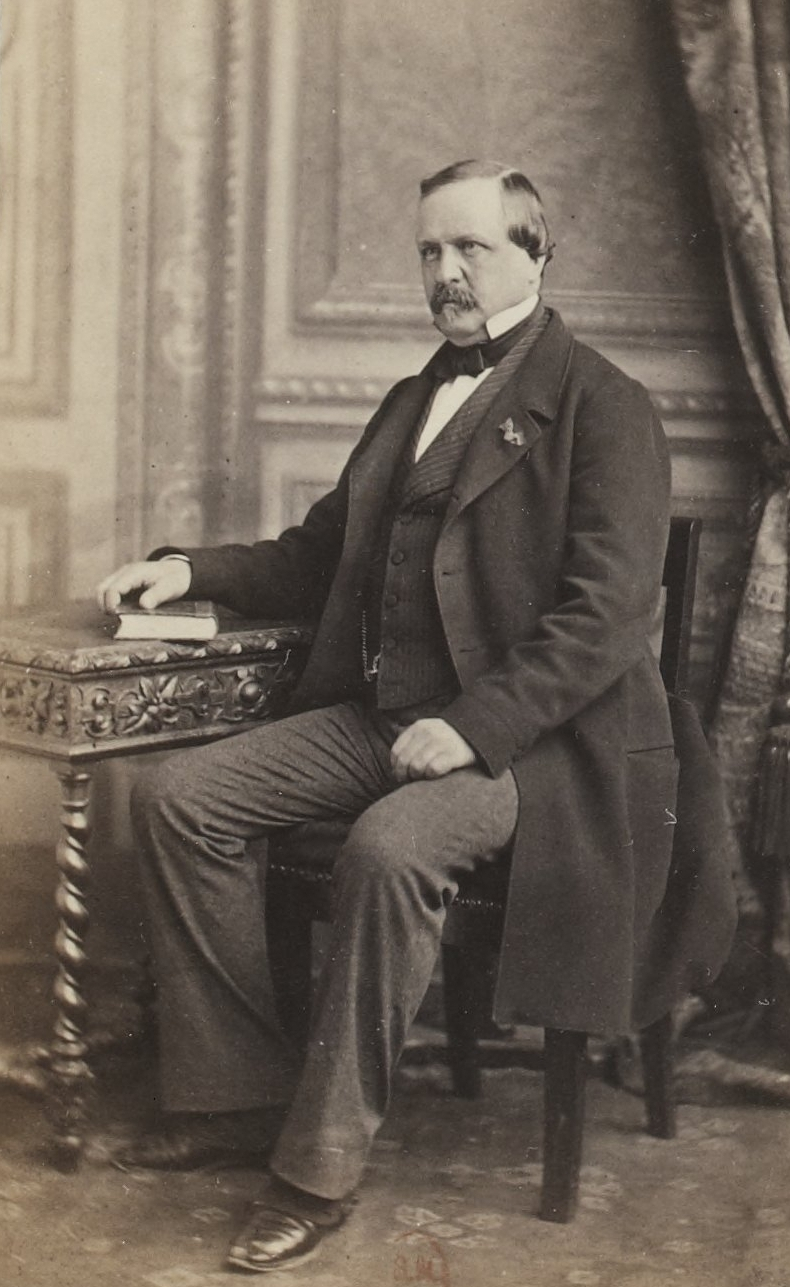
Jules Reiset

Jules Reiset (* 6. Oktober 1818 in Bapaume bei Rouen; † 5. Februar 1896 in Paris) war ein französischer Chemiker und Politiker.
Reiset war ein Schüler von Henri Victor Regnault und arbeitete an dessen Labor am Collège de France in Paris. Er befasste sich besonders mit Problemen der Landwirtschaft (Ammoniakbildung in Dünger, Nitrifikation).
1844 fand er die ersten Ammoniak-Komplexverbindungen von Platin (Reisetsche Chloride).
1859 bis 1863 war er Parlamentsmitglied für das Département Seine-Maritime (damals Seine-Inférieure).
Reiset war seit 1857 korrespondierendes und seit dem 22. Dezember 1884 ordentliches Mitglied der Academie des Sciences. Er war Mitherausgeber des Annuaire de chimie.
Er war mit  Juliette Le Bègue de Germiny verheiratet, der Tochter des Finanzministers und Gouverneurs der Bank von Frankreich Charles Le Bègue de Germiny (1799–1871). Reiset war der Bruder des Kunsthistorikers und Sammlers  Frédéric Reiset und Neffe des Generals  Marie-Antoine de Reiset (1775–1836).